# 嵐作戦
嵐作戦（あらしさくせん、クロアチア語・ボスニア語・セルビア語:Operacija Oluja / Операција Олуја）は、クロアチア共和国軍を主体とし、ボスニア・ヘルツェゴビナ共和国軍の協力の下、クロアチア領内で事実上独立状態にあったクライナ・セルビア人共和国を奪還するための全面的軍事作戦のコードネームである。クライナ・セルビア人共和国は1991年以降、セルビア人の分離主義者によって事実上の独立国として統治され、クロアチアの支配権が及んでいなかった。
作戦は36時間続き、第二次世界大戦後のヨーロッパでは最大の陸上進攻作戦と記された。作戦は、1995年8月4日の未明に始まり、4日後にはクロアチア軍による完全勝利に終わった。
クロアチア軍はアメリカ合衆国に拠点を置く民間軍事会社ミリタリー・プロフェッショナル・リソーシズ（Military Professional Resources Incorporated; MPRI）によって訓練を受けていた。この契約はアメリカ合衆国政府によって是認されていた。
当時のアメリカ合衆国大統領ビル・クリントンは回想録のなかで、地上での大規模な損失を与えることのみによってセルビア人を交渉の席に着けることが出来ると確信していたと述べている。後に交渉はデイトン合意としてまとまり、クロアチア紛争およびボスニア・ヘルツェゴビナ紛争を終結させた。
当時のアメリカ合衆国の和平交渉者リチャード・ホルブルックは、「クロアチアのクライナに対する攻勢によっていかに劇的にバルカンの戦況を変化させ、それによって外交攻勢も変化したかを思い知った」と話した。退役した将軍でアメリカ統合参謀本部戦略計画・政策部の長官、後のNATO欧州連合軍最高司令部のウェズリー・クラークは、簡潔に「転換点」であったと述べている。
スレブレニツァの虐殺後、ボスニア・ヘルツェゴビナのビハチでも同様の大量虐殺の発生が懸念されていた。ビハチは、スレブレニツァの4倍の規模があり、クロアチア領のクライナ・セルビア人共和国やボスニア・ヘルツェゴビナ領のスルプスカ共和国といったセルビア人勢力に包囲され、攻撃を受けていた。
およそ15万人から20万人のセルビア人が、迫り来るクロアチア軍から逃れ、ボスニア・ヘルツェゴビナのセルビア人勢力支配地域や、さらに東にあるセルビアまで脱出した。欧州連合の旧ユーゴスラビア担当特使カール・ビルトは、1995年8月7日、「これまでバルカン見た中で最も効果を発揮した民族浄化」と呼んだ。これに対してクロアチア共和国の外相は、ビルトによる評価は「根拠がない」と答えた。ドイツの外相クラウス・キンケル（Klaus Kinkel）は、「遺憾」を表明する声明を発したが、同時に「セルビア人勢力による攻撃の年月を忘れてはならない。それはクロアチアの忍耐力に対する過酷な挑戦であった。」と付け加えた。アメリカ合衆国政府は自制を呼びかけたものの、軍事行動が「クライナ・セルビア人勢力によるムスリム人の飛び地ビハチへの攻撃によって引き起こされたもの」であったとした。軍事攻勢はボスニア・ヘルツェゴビナ領内に入ってからはミストラル作戦として続けられた。
クロアチア政府は、主権国家が自国の領土の支配権を守る権利に基づき、作戦を正当化している。クロアチア政府はまた、「戦争犯罪」に加担していないクロアチア領のセルビア人は、クロアチア領に帰還できると強調している。
クロアチアでは、8月5日は「勝利と祖国への感謝の日」として国民の祝日となっている。

## 背景
1990年の丸太革命は、クロアチア領でセルビア人が多く住むクライナ地方、およびクロアチア人が比較多数でしかないクロアチア東部に集中した。
セルビア人勢力は、クロアチアから独立した「クライナ・セルビア人共和国」の樹立を宣言したが、これは国際的な承認を得ることはなかった。ユーゴスラビア人民軍の支援を受けたクライナ・セルビア人共和国と、クロアチア政府・市民との間で戦闘が始まった。セルビア人勢力の支配下となった地域では、彼らによってクロアチア人市民に対する民族浄化がはじめられ、1993年初頭までにほぼ全ての非セルビア人市民はこの領域から排除された。クライナは国際連合の監視下となり、1993年11月の時点で、国連保護区（UMPA）南地区ではクロアチア人は300人、国連保護区北地区では1,500人から2,000人程度となっていた。
1992年1月、クロアチア大統領のフラニョ・トゥジマンと、セルビア大統領のスロボダン・ミロシェヴィッチとの間で停戦が合意され、両勢力間の戦闘は停止された。その後3年間に渡って、クロアチア軍はクライナに対する攻撃は限定的なものに留まった一方、セルビア人勢力からは周囲のクロアチア人の町を包囲するなどの攻撃が加えられた。セルビア人勢力による攻撃としては、1995年5月のザグレブ・ロケット攻撃（Zagreb rocket attack）などが知られている。この間のクロアチア軍による大規模な攻撃としては1993年9月のメダク・ポケット作戦が知られ、クロアチア軍がリカ地域の山間部を制圧したが、このときセルビア人住民に対してクロアチア軍が戦争犯罪を行ったとする嫌疑を生んだ。
クロアチア陸軍（HV）は、ボスニア・ヘルツェゴビナでの戦闘により重点を置いた。ボスニア・ヘルツェゴビナではクロアチア人の武装勢力・クロアチア防衛評議会（HVO）と協力していた。ボスニア・ヘルツェゴビナ紛争へのクロアチア軍の介入によって、ボスニア領内で独立勢力を築き上げていたクロアチア人勢力を助け、またクロアチア軍に対して価値のある戦闘経験をもたらした。また、この介入によって、クライナ・セルビア人勢力へのボスニア領内での補給路を脅かす戦略的な重要地域を確保した。

## 経過

### 嵐作戦の形成

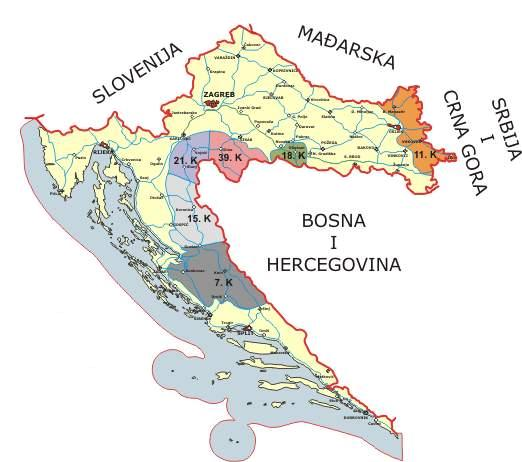
1995年のクライナ・セルビア人軍（Srpske vojske Krajine; SVK）の地図。

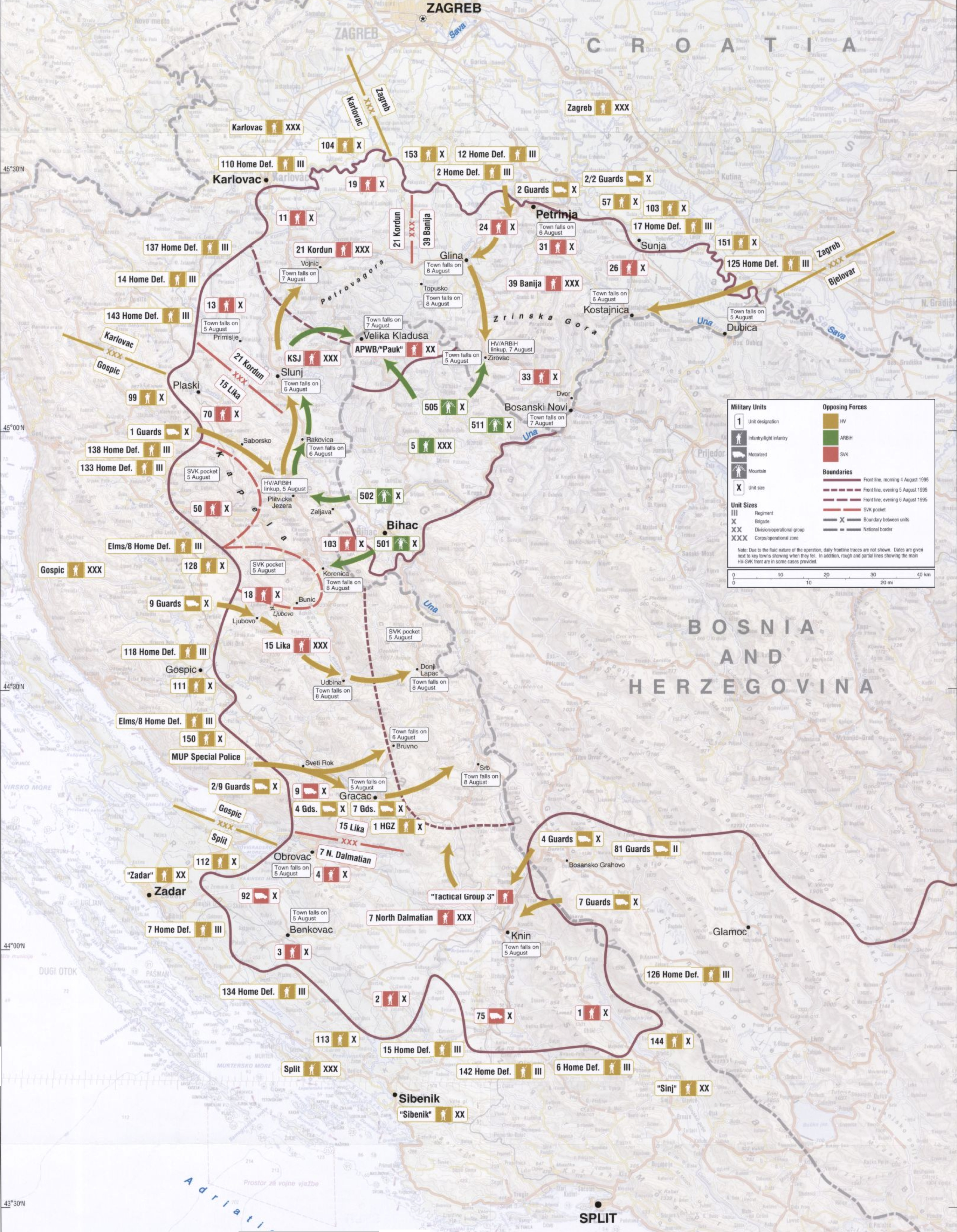
嵐作戦の地図

1995年5月の稲妻作戦の後、セルビア共和国の大統領スロボダン・ミロシェヴィッチは、クライナに対して物資、ユーゴスラビア連邦軍の将軍ミレ・ムルクシッチ（Mile Mrkšić）、クライナ出身で従軍可能年齢にある人々を送って支援することを決定した。Z-4計画（Z-4 plan）と呼ばれた和平案では、クライナ・セルビア人に対してクロアチア領内での自治を認めることを提案したものの、クロアチア、セルビア人双方によってこの案は否定された。

#### クライナ・セルビア人
クライナに対する軍事行動が予想されていたものの、クライナ・セルビア人共和国大統領のミラン・マルティッチ（Milan Martić）と参謀はZ-4案を拒絶した。クライナ・セルビア人共和国は、クロアチアからの完全分離とボスニア・ヘルツェゴビナ領のセルビア人勢力であるスルプスカ共和国との統合を望んでいた。
1995年7月の'95夏作戦でのクロアチア軍の勝利のあと、クライナ・セルビア人勢力の兵站は深刻な問題を抱えることとなった。'95夏作戦によって、クライナ・セルビア人共和国の首都であるクニンと、ボスニアのスルプスカ共和国とを結ぶ幹線道路がクロアチア人勢力の手に落ちた。クライナの兵士の士気は下がり、クライナ政府の命令によって市場は閉鎖された。また、深刻な内部対立にも陥っていた。
クライナ・セルビア人軍（VSK）もまた、深刻な人員不足に陥っていた。クライナ・セルビア人軍の守るべき防衛線は、クロアチアおよびボスニア領クロアチア人支配地域に対して600キロメートルに伸び、さらに後方にはボスニア軍のいるビハチ飛び地に沿って100キロメートルに伸びていた。この前後の防衛線を守るのに、55000人程度の兵員しかいなかった。このうち16000人は東スラヴォニア地方の防衛に当たっており、クライナの本土を守っているのは最大でも39,000人であった。

#### セルビア人勢力と敵対した勢力
それに対して、クロアチア共和国軍とボスニア・ヘルツェゴビナ共和国軍は1994年のワシントン合意以降、その戦力を大幅に強化していた。クロアチア、ボスニア・ヘルツェゴビナ両国に対する武器禁輸は続いていたものの、両国の軍は近代的な兵器で武装を整え直し、アメリカ合衆国による軍事訓練の支援を受けていた。
両軍はまた戦略的な優位性を確保していた。両勢力の連絡線は、セルビア人の諸勢力のものよりもずっと短かった。これらの優位性は西スラヴォニアにて1995年に発揮された。このときの稲妻作戦ではクロアチア共和国軍は速やかにセルビア人勢力の支配地域を制圧した。セルビア人勢力はクライナからオルカン・ミサイルを発射するザグレブ・ロケット攻撃にて報復攻撃をし、市民7人が死亡、150人が負傷した。

#### 1995年7月から8月の軍事作戦
1995年7月、クロアチアとボスニア・ヘルツェゴビナの軍は合同で、ボスニア・ヘルツェゴビナの町グラモチュ（Glamoč）およびボサンスコ・グラホヴォ（Bosansko Grahovo）、リヴノ西側の村落を制圧した。これによって、ボスニア領セルビア人地域からクライナの首都クニンへと続く幹線道路がクロアチア、ボスニア両政府軍の占領下となった。クライナは重要な補給戦を絶たれたことに加え、その首都クニンは3方向から敵に包囲される状態になった。
クライナ・セルビア人軍は、ボスニアのセルビア人勢力（スルプスカ共和国軍）およびボシュニャク人の反乱勢力（フィクレト・アブディッチ率いる西ボスニア共和国）とともに、ボスニア・ヘルツェゴビナ政府が支配するビハチ飛び地を消滅させることを目的とし、ビハチへの攻勢を開始した。ビハチは1992年以降、両セルビア人勢力に包囲されて孤立した飛び地となっており、4万人のボスニア人難民が逃げ込んでいた。これは、ビハチと同様に数年間にわたってセルビア人勢力に取り囲まれていたスレブレニツァが7月11日にセルビア人勢力に制圧され、スレブレニツァの虐殺が引き起こされた直後の出来事であった。国際社会は、スレブレニツァの虐殺のビハチでの再現を危惧していた。
1995年、7月の最後の週から8月の最初の数日にかけて、クロアチア軍はクライナ本土および東スラヴォニアの前線に沿って、大規模に軍を展開した。

#### 交渉
嵐作戦の前、両勢力による交渉が行われた。両勢力の代表者はスイスに8月3日にいた。クロアチアの立場は、セルビア人勢力に対してクロアチアへの再統合を求めるものであった。
クロアチア大統領フラニョ・トゥジマンは、戦争に加担していないセルビア人住民はそのまま故郷に留まることができ、その権利は保障されるとした。クロアチア軍の代表者はまた、再統合にあたってボスニアに去ることを臨むセルビア人のために、セルビア人勢力の回廊を維持することを宣言した。

### 1995年8月4日
8月4日午前3時、平和維持活動のためにクライナに駐留する国連軍に対して、クロアチアから2時間後にクライナ攻勢を始めると警告があった。300キロメートルの前線に沿って15万人のクロアチア軍が攻撃を始めた。クロアチア軍の第4および7クロアチア防衛旅団はクライナ・セルビア人勢力の前線を突破し、クライナの首都へと進攻を始めた。このときすでにクライナの指導者たちの多くはボスニアやセルビアに去った後であった。

#### 主攻撃
攻撃の主要な部分は、クロアチア防衛旅団によって行われ、クライナ・セルビア人軍を細かく分断するために、異なる多数の箇所を攻撃した。攻撃の初期段階では、その他の部隊は単に前線を守るのみであった。彼らは、セルビア人勢力が分断されると包囲に参加し、中に取り残されたセルビア人軍を降伏に追い込んだ。
主攻撃では、第1クロアチア防衛旅団がサボルスコ（Saborsko）およびプリトヴィツェ湖群に向けて攻撃した。これは、反対側のビハチからクライナを攻撃しているボスニア・ヘルツェゴビナ共和国軍と支配域を接続することであった。同時に、第2クロアチア防衛部隊はグリナ（Glina）およびペトリニャ（Petrinja）制圧を目標として攻勢をかけ、続いてビハチ飛び地から進撃したボスニア・ヘルツェゴビナ軍とジロヴァツ（Žirovac）地域での合流を目指した。攻撃の初日、ペトリニャ付近のクロアチア軍は攻勢に失敗し、第2クロアチア防衛部の司令官はその地位から降ろされ、ペータル・スティペティッチ（Petar Stipetić）に交代された。
第4および第4クロアチア防衛旅団は、ボスニア・ヘルツェゴビナ領から、クライナの首都クニンに向けて攻撃した。第9防衛旅団の大部分は、リュボヴォ（Ljubovo）、ウドビナ（Udbina）へと攻勢をかけたが、一部はヴェレビト山（Velebit）からスヴェティ・ロク（Sveti Rok）、グラチャツ（Gračac）へと攻撃した。
攻撃の初日、重要な出来事として、クニンからスルニ(Slunj)を結ぶ道路の分断が起こった。これによって、クライナ・セルビア人軍の第21コルドゥン軍団がリカ（Lika）やクニンに支援に向かうことができなくなった。初期の頃、特にコルドゥン（Kordun）やペトリニャ（Petrinja）、リカなどで大きな抵抗があった。しかし、2日目になると抵抗は打ち破られ、クライナ・セルビア人軍の大部分が退却を始めた。

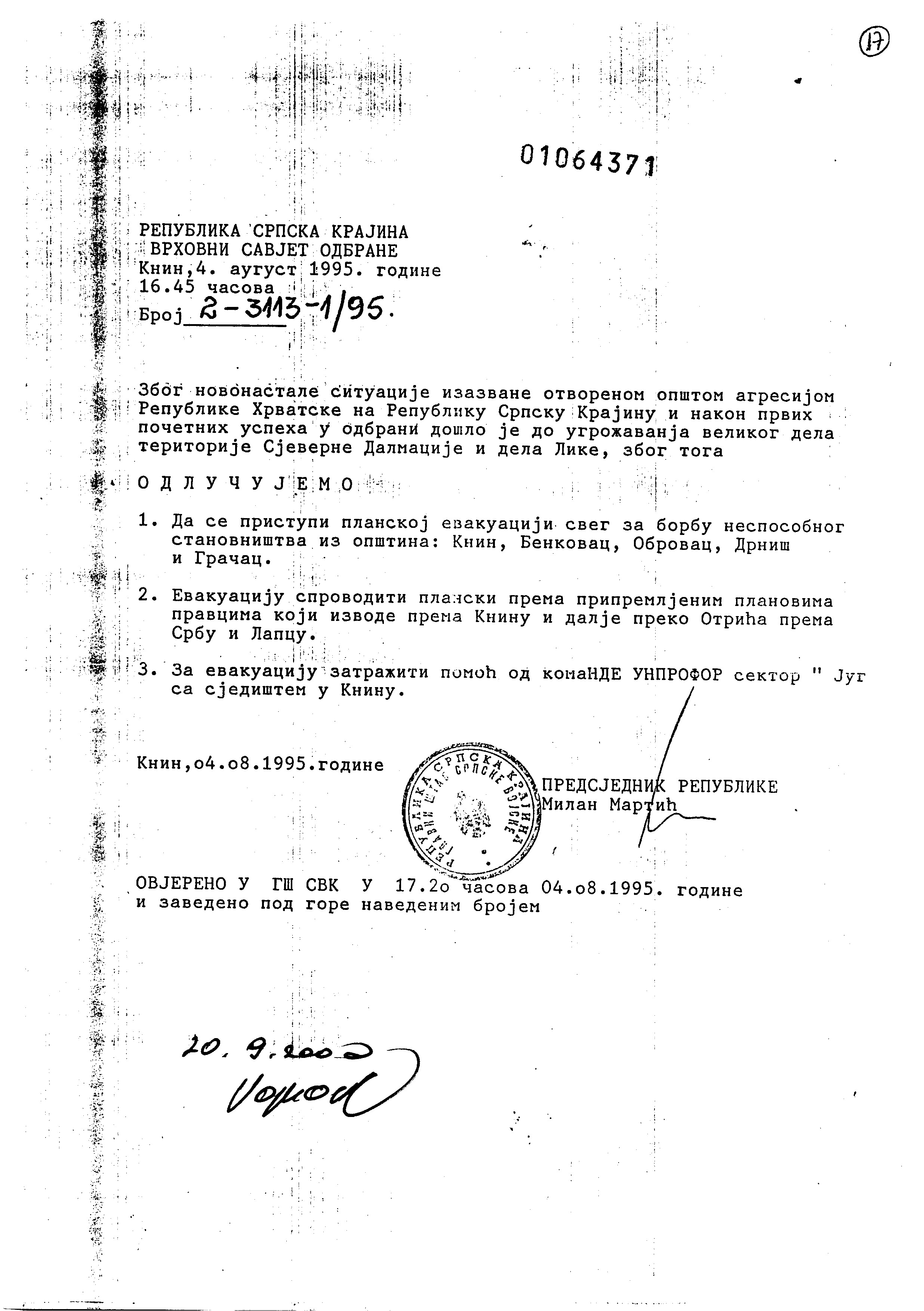
8月4日のクライナ・セルビア人共和国最高防衛評議会による、クニン地区の前線地域の市民の退去を求める命令

#### クニン地区の前線地域の市民の退去の決定
クライナ・セルビア人共和国の最高防衛評議会は、同国大統領ミラン・マルティッチの下に集まり、状況について話し合った。16時45分、「クニン、ベンコヴァツ（Benkovac）、オブロヴァツ（Obrovac）、ドルニシュ（Drniš）、グラチャツ（Gračac）の各自治体から、軍務に適さない市民の退去を開始する」ことが決定された。これらの町は、南に突き出る形となったクライナの南部の前線近くに位置していた。命令ではさらに、退去は「クニン、そしてその後オトリチ（Otrić）を経てスルブ（Srb）、ラパツ（Lapac、クライナとボスニア・ヘルツェゴビナとの国境であるウナ川のすぐ近くに位置している）へと向かう計画に基づいて実施される」ものとされた。実際の住民の脱出のどれほどがこの命令を受けてのものであるかは定かではない。脱出してきた難民たちからは、この命令を知って脱出を始めたと主張する者もいる一方で、このような命令は知らないと説明する事例もあり、難民全てが命令を聞いて脱出したわけではなく、命令を知らないまま現実のクロアチア軍の進攻に反応して脱出を始めた人々も少なからずいる可能性がある。

### 1995年8月5日
1995年8月5日、クニンやその他のほとんどのダルマチアの内陸地方はクロアチア軍の占領下となった。クライナ・セルビア人軍からの反撃は散発的なものに留まった。
ビハチを守っていたボスニア・ヘルツェゴビナ共和国軍が反撃を始め、クライナ・セルビア人軍を背後から攻撃、複数の箇所で国境を越えてクライナに進攻し、クロアチア領のプリトヴィツェ湖群でクロアチア軍と合流した。
クライナの領土の各地から、巨大な難民の隊列が形成され、クライナの全域からほぼ完全にセルビア人住民が脱出した。セルビア人難民は、国連が仲介した停戦合意に基づいてクロアチア軍が認めた脱出回廊を伝ってボスニアに脱出した。広報官のフィリップ・アーノルド（Philip Arnold）は、この難民たちの地域からの脱出を補助することによって、国連が民族浄化に寄与したことにならないか懸念を表明した。
クニンをめぐる戦いでは、1000人のセルビア人市民が国連軍の保護下に入った。うち340人がその後もクロアチアに留まり、61人がクロアチアによって戦争犯罪の嫌疑をかけられて逮捕された。その他はセルビアへと退去した。

### 1995年8月6日
1995年8月6日、プリトヴィツェ湖群で合流したクロアチアの第1防衛旅団とボスニア・ヘルツェゴビナ共和国軍の第5軍団は、スルニ付近まで北へ攻め込み、ヴェリカ・クラドゥシャの近くでボスニア・ヘルツェゴビナとの国境に達した。この間、ペトリニャ（Petrinja）、コスタイニツァ（Kostajnica）、オブロヴァツ（Obrovac）、コレニツァ（Korenica）、スルニ（Slunj）、ブルヴノ（Bruvno）、ヴルホヴィネ（Vrhovine）、プラシュキ（Plaški）、ツェティングラード（Cetingrad）、プリトヴィツェ、グリナ（Glina）は全てこの日のうちに制圧された。この中で強い抵抗があったのはグリナ（シサクの南）の町のみであった。クロアチア政府の統治下にあるカルロヴァツがクライナ・セルビア人軍によって報復的に包囲され、ボスニアのスルプスカ共和国の航空機がクティナ（Kutina）の化学工場を攻撃した。クロアチア大統領のフラニョ・トゥジマンはクニンに凱旋入城し、クニンの丘の上の要塞には巨大なクロアチアの国旗がはためいた。

### 1995年8月7日
8月7日も戦闘は続いたものの、それまでに比べると小規模に留まった。2機のセルビア人勢力の航空機がダルヴァル（Daruvar）およびパクラツ（Pakrac）付近で打ち落とされ、トゥラニ（Turanj）およびドヴォル（Dvor na Uni）が新たに制圧された。クロアチアとボスニアの政府軍は、ビハチ飛び地の北東のジロヴァツ（Žirovac）で合流した。ボスニア領のヴェリカ・クラドゥシャは、ボスニア政府に反旗を翻して独立を宣言した西ボスニア共和国（フィクレト・アブディッチ率いるボシュニャク人の勢力）の「首都」となっていたが、ボスニア・ヘルツェゴビナ政府軍によって制圧された。クロアチア共和国の国防大臣ゴイコ・シュシャク（Gojko Šušak）は、主要な戦闘の完了を宣言し、ボスニア・ヘルツェゴビナとの国境のほぼ全てがクロアチア軍の統制下となったことを明らかにした。

### 1995年8月8日
最後の掃討攻撃は8月8日に行われ、未制圧のゴルニ・ラパツ（Gornji Lapac）、ドニ・ラパツ（Donji Lapac）、ヴォイニチ（Vojnić）は抵抗なく制圧された。8月9日、クライナ・セルビア人軍の第21軍団（コルドゥン）がヴォイニチ近くでクロアチア軍に集団降伏した。
この時点で、ほぼ全てのクライナのセルビア人住民は移動しており、ボスニアのセルビア人勢力支配地域へと越境していた。脱出する市民の中にクライナ・セルビア人軍の兵士も混ざっていたことによって問題が複雑化した。脱出する難民たちの巨大な隊列はグリナ＝ドヴォル道路を通っており、2箇所で犠牲者が出た。ある報告ではクロアチア軍が隊列を包囲したとあり、別の報告ではセルビア人の第2戦車旅団の戦車が、市民とともに移動していたとしている。
クロアチア政府は、およそ9万人のセルビア人市民が脱出したと発表した。
セルビア側の情報源によると、難民の数は25万人とされる。国際連合はその数をおおむね15万人から20万人程度としている。英国放送協会（BBC）はその数を20万人と報じている。
8月21日、クロアチア軍は、攻勢によって174人のクロアチア軍兵士が死亡し、1430人が負傷したと報告した。セルビア人勢力の兵士は700人が死亡した。
稲妻作戦によって、クライナ軍はクロアチア軍よりも能力的に劣ることが明らかとなった後であったが、大きな抵抗がなかったことはなお驚きであった。クロアチア軍は作戦には1週間を要するものと見ていた。しかし、グリナでの戦闘を除いては、セルビア人勢力からの抵抗はほとんどの場所において形だけのものを大きく上回ることはなかった。クライナ・セルビア人軍は全面的に打破され、その兵士らは戦闘を放棄して市民とともに武器を持ったままボスニアへの脱出に加わった。およそ5千人が降伏し、その武器をクロアチア軍や国連軍に引き渡したといわれている。
嵐作戦は、クライナ・セルビア人共和国の飛び地としてセルビア人の支配地域となっていた東スラヴォニアは対象とはしていなかった。東スラヴォニアは、クロアチアとセルビアとの国境沿いに広がる、クライナ・セルビア人共和国の最東端にあった。この地方ではクロアチアとセルビアの本国の軍が直接衝突する危険性があったものの、大規模な衝突はこの地では引き起こされなかった。

## その後

### 軍事および政治
嵐作戦の直後の頃、クロアチア軍とクロアチア内務省（MUP）の部隊はクライナで一連の追加作戦を指揮した。クライナに展開したクロアチア軍の大部分は1995年8月のうちにこの地を去った。クロアチアとボスニアの両国の軍はその後ボスニア西部へ攻勢を続け、ボスニアのセルビア人勢力（スルプスカ共和国）の事実上の首都であるバニャ・ルカへと迫った。
嵐作戦は、1992年からセルビア人勢力の包囲下に置かれていたビハチの包囲を解いた。ボスニア・ヘルツェゴビナ共和国軍第5軍団の将軍アティフ・ドゥダコヴィッチ（Atif Dudaković）は、嵐作戦がフラニョ・トゥジマンとボスニア大統領アリヤ・イゼトベゴヴィッチとの間で交わされ、ビハチの包囲を解くことを誓約したスプリト合意に基づくものであったと話した。
セルビア共和国大統領スロボダン・ミロシェヴィッチも、セルビア人主導のユーゴスラビア連邦軍も、嵐作戦の間クライナの支援には動かなかった。ミロシェヴィッチはクロアチアの軍事攻撃を非難したものの、セルビア政府の支配下にあるメディアはクライナ・セルビア人共和国の指導部をも非難し、彼らは指導者にふさわしくない者たちであったとした。
嵐作戦によって、地域の軍事バランスは一転した。NATOによるボスニア・ヘルツェゴビナでの空爆作戦とともに、嵐作戦とその後に続くボスニア・ヘルツェゴビナでの軍事攻勢は、和平交渉を続ける上で致命的に重要なものであったと考えられている。その結果によって、デイトン合意が結ばるに至った。
大規模に宣伝されたこの出来事の中で、クロアチアの勝利と統一の象徴として、クロアチア政府はザグレブからクニンを結ぶ「自由の列車」を運行した。クロアチア紛争が始まってから、稲妻作戦および嵐作戦が実施されるまでの間、クロアチアの領土は2つに分断され、両者の間の連絡は皆無に等しかった。
2005年、クロアチアの大統領イーヴォ・サナデルは、「嵐作戦は、我々が誇るべき輝かしい歴史的な軍事・警察作戦であり、占領下に置かれたクロアチア中部を解放した作戦である」とした。さらにサナデルは、主権国家が占領された場合、その領土を解放する権利があるとした。

### 戦争犯罪
クロアチア軍はまた、セルビア人市民とその財産に対する大規模な作戦行動も指揮し、後に旧ユーゴスラビア国際戦犯法廷（ICTY）によって訴追を受けることとなった。クロアチア軍がセルビア人市民の財産の大規模な破壊と略奪を実行したと報じられている。
ICTYの主任検察官は、クロアチア軍の作戦では、「『放火本部』は燃えやすい燃料や発火させる銃弾、爆発物を用い…複数の町や村を完全に破壊した」と訴えた。この作戦の目的は、検察官によると、クライナのセルビア人たちの帰還を不可能とすることであった。
さらに、訴えによると、数百人に上るクライナのセルビア人が嵐作戦の間に殺害されるか行方不明となっているとしている。特に記すべき事項として、5人（あるいは6人）のセルビア人市民が、クニンの北のプラヴノ渓谷（Plavno）のグルボリ（Grubori）にて8月25日に殺害された件、18人のセルビア人市民がヴァリヴォデ（Varivode）、ゴシチ（Grubori）や、旧国連保護区南地区のその他の集落で9月に殺害された件などがある。この間、他の場所でも同様な個人、あるいは同じ世帯の複数の市民に対する殺害が続いた。
1995年11月、国際連合クロアチア信頼回復活動（United Nations Confidence Restoration Operation; UNCRO）は、この作戦によって128人の市民が殺害され、クニン地域の建築物の73%が破壊されたとの推定を報告した。
122箇所あったセルビア正教会の聖堂のうち、17箇所が損害を受けたものの、完全に破壊されたのは1箇所に留まった。1995年9月の国際連合クロアチア常設ミッションのコミュニケによると、聖堂の破壊のほとんどはセルビア人の退却より前に起こったとしている。
嵐作戦の後、クロアチア当局は3000を超える遺体を発掘した。クロアチア当局はこれらの遺体について、クライナ地域でセルビア人勢力による民族浄化作戦で殺害され、埋設されたクロアチア人であるとしている。
2008年6月、アンテ・ゴトヴィナに対する裁判の中で、カナダ人の将軍アンドリュー・レスリー（Andrew Leslie）は、1万人から2万5千人の市民がこの作戦によって死亡したと主張した。

### 難民
クライナを脱出したセルビア人のほとんどがボスニア・ヘルツェゴビナのバニャ・ルカか、セルビア共和国に移動した。その多くがセルビア本国かヴォイヴォディナ自治州、一部はアルバニア人が多数を占めるセルビア領のコソボ・メトヒヤ自治州に移住した。
攻勢の直後、セルビアは難民の受け入れを始めたが、8月12日・13日ごろから、クライナから到着した難民のうち身体の健全な男性を徴兵し、セルビア人勢力が支配する東スラヴォニアやボスニア・ヘルツェゴビナ領に送った。8月12日、セルビアはまた、従軍可能年齢にある男性はこれ以上ボスニア領からセルビアに入国することは出来ないとし、8月4日からこれまでの間にすでに107,000人のクライナ難民を受け入れているとした。
難民の中には、ユーゴスラビア連邦当局によって不法移民であるとされ、セルビアへの入国を拒まれた者もいた。報じられるところによると、難民の中には警察によってアルカンことジェリコ・ラジュナトヴィッチの民兵組織（東スラヴォニアのエルドゥトに拠点を置くセルビア義勇親衛隊）に送られ、アルカンの部下たちによって虐待を受けたといわれている。ここで難民たちは、「クライナを敵に明け渡した」ことを理由に公然と殴られたり辱めを受けたりした。
大規模な難民の流入によってセルビアでの民族的緊張が高まり、ヴォイヴォディナで一定の人口規模を持つクロアチア人少数民族が嫌がらせを受けた。ヴォイヴォディナのリベラルな反体制派やクロアチア政府のベオグラード代表部は、800人から1,000人程度のクロアチア人が1995年8月の間に、クライナ難民や地元の過激主義者による追放や脅迫によってヴォイヴォディナを去ったとしている
ガーディアンのジョナサン・スティール（Johathan Steele）は、以下のように書いた。
およそ5万人の難民はボスニア・ヘルツェゴビナ領（多くはバニャ・ルカ地方）に留まった。このクライナ難民の追放に対する報復として、難民たちの一部はセルビア人の武装勢力の支援を受け、この地域のクロアチア人やボシュニャク人たちを住居から追い出した。また、非セルビア人市民が殺害されたり行方不明となる事件も、クライナ陥落後、激化した。地元、および地域のセルビア人当局は、特に9月から10月にかけて、地域からのクロアチア人やボシュニャク人の追放を支援した。
スルプスカ共和国政府は、バニャ・ルカ地方からの全てのクロアチア人およびボシュニャク人の追放を命じた。この例外は、従軍可能年齢にある男性のクロアチア人およびボシュニャク人であった。クロアチアによると、嵐作戦後の数週間の間に、1000を超えるクロアチア人の家族が追放され、その多くが報復として虐待を受けたり死亡したりしているとした。非セルビア人市民の殺害はボスニアのバニャ・ルカ、プリイェドル（Prijedor）、ボサンスキ・ノヴィ（Bosanski Novi）、ボサンスキ・ドゥビツァ（Bosanska Dubica）で9月から10月にかけて発生した。これは、嵐作戦によって住む場所を追われたセルビア人たちの生活場所を確保する目的があった。嵐作戦の報復として、特にクロアチア人が標的にされたとも報じられている。国際連合やその他の国際的な監視機関は、非セルビア人市民の殺害やその他の蛮行の事例を収集した。嵐作戦の前には29,000人いたバニャ・ルカのクロアチア人は、わずか3,000人に減少していた。
紛争の全期間を通して、およそ300,000人のクロアチアのセルビア人が故郷を離れ、その多くがその後もクロアチアへは帰還していない。国際連合難民高等弁務官事務所（UNHCR）によると、クロアチアに住んでいた難民20万人が故郷に帰還しておらず、そのほぼ全てが民族的にはセルビア人とみられる。多くのクロアチアのセルビア人たちがクロアチアに帰還できないのは、主として彼らがクロアチアに残してきた不動産に対する権利を失ったこと、そして迫害を恐れているためである。クロアチアのセルビア人たちは現在も、雇用やその他経済的・社会的権利において差別的な扱いを受けている。クロアチアのセルビア人に対する暴力や嫌がらせは現在もなお報告されている。クロアチアのセルビア人たちが迫害の恐れ以外で帰還をためらう理由として、クロアチアの警察が秘密の戦犯容疑者リストを作成しているというものがある。クロアチアでは戦争に積極的に加担した者以外に対する恩赦を可決しているが、恩赦の規定は不明瞭であり、セルビア人たちは自分がその恩赦の対象となっているかどうか知ることが出来ない。難民の帰還をさらに困難にしているのは、彼らがクロアチアに残してきた不動産は、同様に故郷を失ったクロアチア人やボシュニャク人に与えられ、彼らに使用されていることである。また、クライナ・セルビア人共和国がこの地方を統治していた1991年から1995年の間のクライナ地方は経済的に壊滅状態にあったことも帰還をためらう理由となっている。クロアチアはこの地域を再建するプロジェクトを進めており、1995年以降、経済状態は急上昇したが、それでもいぜんクライナ地方では失業率は高い。
クロアチアの有力なセルビア人政党として独立民主セルビア人党がある。同党はクロアチア政府を支持し、難民帰還を加速させることをその主要目標としている。クロアチア政府は難民の帰還を容易にするための各種の法を成立させている。

## 戦犯法廷
旧ユーゴスラビア国際戦犯法廷（ICTY）は、クロアチア軍の3人の司令官、上級大将イヴァン・チェルマク、上級大将ムラデン・マルカチュ、准将（後に大将）アンテ・ゴトヴィナに対する訴状を提出した。訴えによると3人は、クライナ・セルビア人に対する戦争犯罪について、個人的および指導者としての責任があるとされた。ICTYの検察官ルイーズ・アルブールは後に、もしこの3人を訴追した時点でフラニョ・トゥジマンが生存していたら、トゥジマンも訴追の対象になったであろうと明かした。
チェルマクとマルカチュはICTYに引き渡されたが、ゴトヴィナは逃走した。クロアチア人の間では、ゴトヴィナは英雄と見られていた。ゴトヴィナはクロアチア国内、あるいはボスニア・ヘルツェゴビナのクロアチア人の住む地方で自由に暮らしていると広く信じられていた。そして、クロアチア人の当局によって、ゴトヴィナが自由に暮らせるように秘密裏に支援を受けているか、少なくともゴトヴィナに対して目を瞑っていたと考えられた。しかし後にこれらは誤りであったことが明らかとなっている。アメリカ合衆国は、ゴトヴィナ逮捕に500万ドルの懸賞金をかけ、ゴトヴィナはラトコ・ムラディッチやラドヴァン・カラジッチなどとともにICTYの最重要手配人となった。この問題は、クロアチアの外交関係への大きな支障となっていた。欧州連合への加盟手続きは、クロアチア政府がゴトヴィナの潜伏を支援しているとの疑いのため、2005年3月まで見送られていた。
2005年12月8日、ゴトヴィナはスペイン・カナリア諸島のテネリフェ島のホテルで警察に逮捕された。デン・ハーグのICTYへの引渡しに先立ち、法的手続きのためにゴトヴィナはマドリードへ送られた。ICTYは後に3人に対する訴訟を一本化した。3人に対する訴訟は2008年3月に開始されたもののチェルマクは2011年、マルカチュとゴトヴィナは2012年にそれぞれ無罪が確定した。

## 戦力

### クロアチア軍とその協力者
クロアチア陸軍（HV）
- 兵力: 150,000人
  - 旅団に属する兵士:80,000人、郷土防衛連隊（domobranske pukovnije）70,000人
  - 第2梯隊: 50,000人
  - 第3梯隊: 25個旅団
- T-55戦車:280輌、M-84戦車:80輌
- 重火器:800門
- ロケット・ランチャー:45-50門
- MiG-21 "Fishbed" 戦闘機: 18機
- Mi-8 "Hip" 輸送ヘリコプター: 5機
- Mi-24D "Hind" 攻撃ヘリコプター: 12機

ボスニア・ヘルツェゴビナ共和国軍（ABiH）
- 第5軍団（ビハチ飛び地を防衛。5個山岳歩兵旅団）
- 兵士: 推計25,000人
- T-55戦車: 15輌
- 重火器: 80門

### セルビア人勢力とその協力者
クライナ・セルビア人共和国軍（VRSK）
- 兵力: 40,000人
  - 第1梯隊: 20,000人
  - 第2梯隊: 10,000人
  - 第3梯隊: 10,000人
- M-84主力戦車: 30輌、T-72主力戦車: 2輌
- T-55戦車: 200輌、T-34/85戦車: 数輌
- 装甲兵員輸送車および歩兵戦闘車（M-60P、M-80A、BTR-50、BRDM-2、BOV APC）: 160輌
- 大砲: 560門
- マルチ・ロケット・ランチャー: 28門（M-63 Plamen、M-77 Oganj、M-87 Orkan）
- Soko GazelleおよびMi-8: 18機
- 対空防衛兵器（SA-2、SA-7、SA-9、ZSU-57-2、BOV-3、Bofors L/70）: 360門
- 航空機（ソコ G-2、ソコ J-21、ソコ J-20、Utva 66）: 22機

西ボスニア共和国
- 兵力: 10,000人